# Хаас, Дерек
Дерек Хаас (англ. Derek Haas; род. 30 июня 1970) — американский сценарист, писатель и продюсер.

## Жизнь и карьера
Дерек Хаас обучался в университете Бейлора в Уэйко, штат Техас, где получил степени бакалавра и магистра по английской литературе. Он живёт в Лос-Анджелесе, и известен как сценарист и соавтор нескольких успешных фильмов и сериалов. 
В 2008 году был опубликован роман Хааса «Серебряный медведь» о молодом наёмном убийце Коламбусе. Продолжение романа под названием «Коламбус» вышло в 2009 году, а в 2011 году появился роман «Тёмные мужчины», завершающий трилогию «Серебряный медведь». Его четвертый роман, «Правая рука», был выпущен в 2012 году. Хаас был редактором сайта popcornfiction.com, где он опубликовал рассказы разных авторов. Одну из своих работ, «Дрожание», он продал компании Bruckheimer Films Джерри Брукхаймера.
Popcornfiction.com перестал публиковать новые истории в 2013 году после того, как Хаас начал работать на телевидении. Вместе с постоянным соавтором Майклом Брандтом Хаас стал создателем и исполнительным продюсером драматического сериала «Пожарные Чикаго», выходящем на телеканале NBC. Брандт и Хаас также разработали и являются исполнительными продюсерами трёх спин-оффов к «Пожарным Чикаго» — «Полиция Чикаго» (2014), «Медики Чикаго» (2015) и «Правосудие Чикаго» (2016).

## Фильмография
Фильмы
| Год  | Название         | Название в оригинале | Сценарист | Продюсер                |
| ---- | ---------------- | -------------------- | --------- | ----------------------- |
| 2003 | Двойной форсаж   | 2 Fast 2 Furious     | Да        | Нет                     |
| 2004 | Запретная миссия | Catch That Kid       | Да        | Нет                     |
| 2007 | Поезд на Юму     | 3:10 to Yuma         | Да        | Нет                     |
| 2008 | Особо опасен     | Wanted               | Да        | Нет                     |
| 2011 | Двойной агент    | The Double           | Да        | Да                      |
| 2017 | Овердрайв        | Overdrive            | Да        | исполнительный продюсер |

Сериалы
| Год        | Название          | Название в оригинале | Сценарист | Исп. продюсер | Создатель   | Примечания         |
| ---------- | ----------------- | -------------------- | --------- | ------------- | ----------- | ------------------ |
| 2001       | Непобедимый       | Invincible           | Да        | Нет           | Нет         | телефильм          |
| 2012—н. в. | Пожарные Чикаго   | Chicago Fire         | Да        | Да            | Да          | Сценарий 226 серий |
| 2014—н. в. | Полиция Чикаго    | Chicago P.D.         | Да        | Да            | Да          | Сценарий 195 серий |
| 2015—н. в. | Медики Чикаго     | Chicago Med          | Да        | Да            | разработчик | Сценарий 150 серий |
| 2016—2017  | Правосудие Чикаго | Chicago Justice      | Да        | Да            | разработчик | Сценарий 13 серий  |
| 2021—н. в. | ФБР: За границей  | FBI: International   | Да        | Да            | Да          | Сценарий 30 серий  |

### Романы
- «Серебряный медведь» (2008)
- «Коламбус» (2009) (в Великобритании опубликован под названием «Охота на медведя»)
- «Темные люди» (2011)
- «Правая рука» (2012)

## Список литературы
1. ↑  Deutsche Nationalbibliothek Record #138727473 // Gemeinsame Normdatei (нем.) — 2012—2016.
2. ↑  "Bruckheimer rolls with Haas' Shake". Дата обращения: 26 февраля 2018. Архивировано из оригинала 3 сентября 2009 года.
3. ↑  "Derek Haas, Michael Brandt to adapt Shake for Bruckheimer Films". Дата обращения: 26 февраля 2018. Архивировано 25 января 2010 года.

## Внешние ссылки
- Дерек Хаас (англ.) на сайте Internet Movie Database
- Домашняя страница Дерека Хааса
- Попкорн Фантастика